# جام در جام اروپا ۸۷–۱۹۸۶
فصل ۸۷–۱۹۸۶، از مسابقات فوتبال جام برندگان جام اروپا، با برتری ۱ بر ۰ آژاکس آمستردام مقابل لوکوموتیو لایپزیگ، در فینال این رقابت‌ها و در ورزشگاه المپیک آتن به پایان رسید.

## دور اول
| تیم ۱                    | نتیجه‌نهایی                      | تیم ۲                           | بازی رفت | بازی برگشت      |
| ------------------------ | ------------------------------- | ------------------------------- | -------- | --------------- |
| باشگاه فوتبال آ.اس. رم   | 2–2 (3–4 ضربات پنالتی (فوتبال)) | باشگاه فوتبال رئال ساراگوسا     | 2–0      | 0–2 (وقت اضافه) |
| Żurrieq                  | 0–7                             | باشگاه فوتبال رکسهام            | 0–3      | 0–4             |
| B 1903                   | 1–2                             | باشگاه فوتبال لفسکی صوفیه       | ۱–۰      | ۰–۲             |
| باشگاه ورزشی واشاش       | 4–5                             | Velež Mostar                    | 2–2      | 2–3             |
| باشگاه فوتبال تیرانا     | ۳–۱                             | باشگاه فوتبال دینامو بخارست     | ۱–۰      | ۲–۱             |
| باشگاه فوتبال مالمو      | 7–2                             | باشگاه فوتبال آپولون لیماسول    | ۶–۰      | ۱–۲             |
| باشگاه فوتبال بورسااسپور | 0–7                             | باشگاه فوتبال آژاکس آمستردام    | 0–2      | 0–5             |
| باشگاه فوتبال المپیاکوس  | 6–0                             | Union Luxembourg                | 3–0      | 3–0             |
| باشگاه فوتبال بنفیکا     | 4–1                             | باشگاه فوتبال لیلستروم          | 2–0      | 2–1             |
| Waterford United         | 1–6                             | باشگاه فوتبال بوردو             | 1–2      | 0–4             |
| باشگاه فوتبال هاکا       | 3–5                             | باشگاه فوتبال تورپدو مسکو       | 2–2      | 1–3             |
| باشگاه فوتبال اشتوتگارت  | 1–0                             | باشگاه فوتبال اسپارتاک ترناوا   | 1–0      | 0–0             |
| باشگاه فوتبال راپید وین  | 7–6                             | باشگاه فوتبال کلوب بروژ         | 4–3      | 3–3             |
| باشگاه فوتبال گلنتوران   | 1–3                             | باشگاه فوتبال لوکوموتیو لایپزیگ | 1–1      | 0–2             |
| باشگاه فوتبال فرم        | 0–4                             | Katowice                        | 0–3      | 0–1             |
| باشگاه فوتبال آبردین     | 2–4                             | باشگاه فوتبال سیون              | 2–1      | 0–3             |

## دور دوم
| تیم ۱                        | نتیجه‌نهایی                      | تیم ۲                           | بازی رفت | بازی برگشت      |
| ---------------------------- | ------------------------------- | ------------------------------- | -------- | --------------- |
| باشگاه فوتبال رئال ساراگوسا  | 2–2 (قانون گل زده در خانه حریف) | باشگاه فوتبال رکسهام            | 0–0      | 2–2 (وقت اضافه) |
| باشگاه فوتبال لفسکی صوفیه    | 5–4                             | Velež Mostar                    | 2–0      | 3–4             |
| باشگاه فوتبال تیرانا         | ۰–۳                             | باشگاه فوتبال مالمو             | 0–3      | 0–0             |
| باشگاه فوتبال آژاکس آمستردام | 5–1                             | باشگاه فوتبال المپیاکوس         | 4–0      | 1–1             |
| باشگاه فوتبال بنفیکا         | 1–2                             | باشگاه فوتبال بوردو             | 1–1      | 0–1             |
| باشگاه فوتبال تورپدو مسکو    | 7–3                             | باشگاه فوتبال اشتوتگارت         | 2–0      | 5–3             |
| باشگاه فوتبال راپید وین      | 2–3                             | باشگاه فوتبال لوکوموتیو لایپزیگ | 1–1      | 1–2 (وقت اضافه) |
| Katowice                     | 2–5                             | باشگاه فوتبال سیون              | 2–2      | 0–3             |

## یک‌چهارم نهایی
| تیم ۱                           | نتیجه‌نهایی                      | تیم ۲                        | بازی رفت | بازی برگشت |
| ------------------------------- | ------------------------------- | ---------------------------- | -------- | ---------- |
| باشگاه فوتبال رئال ساراگوسا     | 4–0                             | باشگاه فوتبال لفسکی صوفیه    | ۲–۰      | ۲–۰        |
| باشگاه فوتبال مالمو             | 2–3                             | باشگاه فوتبال آژاکس آمستردام | 1–0      | 1–3        |
| باشگاه فوتبال بوردو             | 3–3 (قانون گل زده در خانه حریف) | باشگاه فوتبال تورپدو مسکو    | 1–0      | 2–3        |
| باشگاه فوتبال لوکوموتیو لایپزیگ | 2–0                             | باشگاه فوتبال سیون           | 2–0      | 0–0        |

## نیمه‌نهایی
| تیم ۱                       | نتیجه‌نهایی                      | تیم ۲                           | بازی رفت | بازی برگشت      |
| --------------------------- | ------------------------------- | ------------------------------- | -------- | --------------- |
| باشگاه فوتبال رئال ساراگوسا | 2–6                             | باشگاه فوتبال آژاکس آمستردام    | 2–3      | 0–3             |
| باشگاه فوتبال بوردو         | 1–1 (5–6 ضربات پنالتی (فوتبال)) | باشگاه فوتبال لوکوموتیو لایپزیگ | 0–1      | 1–0 (وقت اضافه) |

## فینال

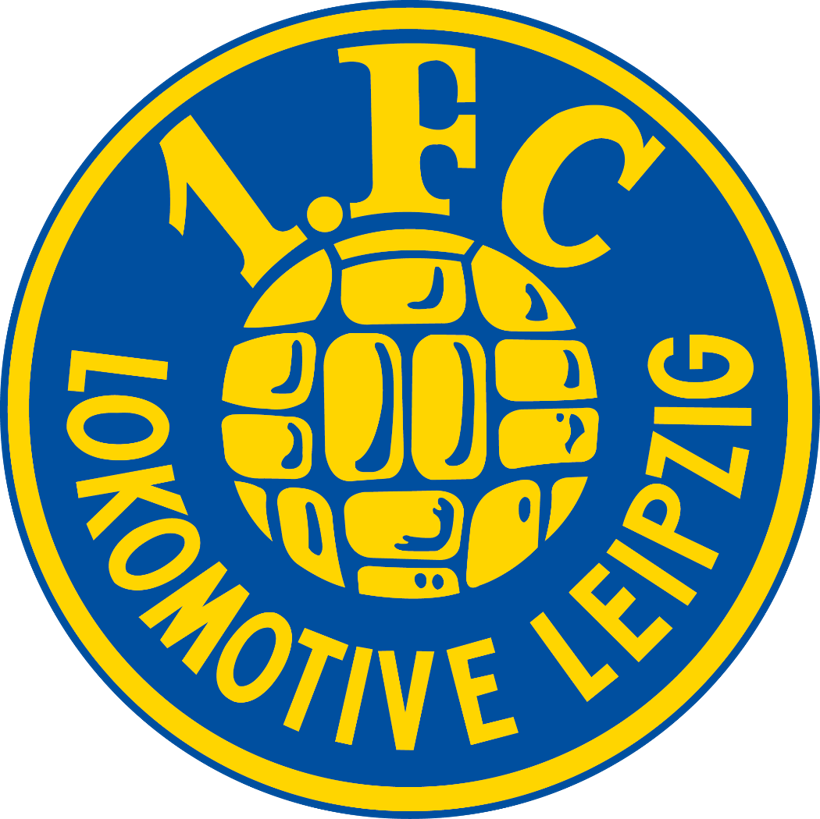
لوگوی باشگاه فوتبال لوکومتیو لایپزیگ

| باشگاه فوتبال آژاکس آمستردام | ۱–۰                            | باشگاه فوتبال لوکوموتیو لایپزیگ |
| ---------------------------- | ------------------------------ | ------------------------------- |
| مارکو فان باستن ۲۱'          | Report (archive) گزارش گزارش ۲ |                                 |

## گلزنان برتر
| رتبه | بازیکن             | تیم                             | گل |
| ---- | ------------------ | ------------------------------- | -- |
| ۱    | جون بوسمان         | باشگاه فوتبال آژاکس آمستردام    | ۸  |
| ۲    | مارکو فان باستن    | باشگاه فوتبال آژاکس آمستردام    | ۶  |
| ۳    | Marek Koniarek     | GKS Katowice                    | ۵  |
| ۴    | Lars Larsson       | باشگاه فوتبال مالمو             | ۴  |
| ۴    | Steve Massey       | باشگاه فوتبال رکسهام            | ۴  |
| ۴    | Nikolai Savichev   | باشگاه فوتبال تورپدو مسکو       | ۴  |
| ۴    | یوری ساویچف        | باشگاه فوتبال تورپدو مسکو       | ۴  |
| ۴    | Nasko Sirakov      | باشگاه فوتبال لفسکی صوفیه       | ۴  |
| ۴    | Semir Tuce         | Velež Mostar                    | ۴  |
| ۴    | زلاتکو وویوویچ     | باشگاه فوتبال بوردو             | ۴  |
| ۱۱   | Jean-Paul Brigger  | باشگاه فوتبال سیون              | ۳  |
| ۱۱   | Reinhard Kienast   | باشگاه فوتبال راپید وین         | ۳  |
| ۱۱   | هانس ریشتر         | باشگاه فوتبال لوکوموتیو لایپزیگ | ۳  |
| ۱۱   | خوان آنتونیو سنیور | باشگاه فوتبال رئال ساراگوسا     | ۳  |
| ۱۱   | فیلیپ ورکوییس      | باشگاه فوتبال بوردو             | ۳  |